# Csöbörből vödörbe
A Csöbörből vödörbe (eredeti cím: Trainwreck: My Life as an Idiot) 2007-ben bemutatott amerikai dráma-filmvígjáték, melynek rendezője és forgatókönyvírója Tod Harrison Williams. A film Jeff Nichols The Little Yellow Bus című önéletrajzi könyve alapján készült. American Loser néven is ismert, ez az amerikai DVD és televíziós címe. A főszerepben Seann William Scott és Jeff Garlin.
Világpremierje a Seattle Nemzetközi Filmfesztiválon volt 2007. június 14-én, majd 2008. szeptember 19-én jelent meg az Amerikai Egyesült Államokban

## Cselekmény
A harmincas éveihez közeledő Jeff (Seann William Scott) súlyos alkoholproblémákkal küzd, amihez ADHD, diszlexia és enyhe Tourette-szindróma és állandó figyelemzavar társul. Ideje nagy részét támogató találkozókon tölti, köztük olyanokon is, amelyeknek semmi köze sincs a problémáihoz, amelyekkel küzd.
Jeff próbálkozásai a munkája megtartására katasztrófával végződnek. Jeff kapcsolatba kerül Lynnel (Gretchen Mol), egy nővel, akivel egy párkapcsolati problémákkal küzdő embereket támogató csoportban ismerkedett meg, de elszakad tőle, amikor a drága nyakláncát, amit ajándékba adott neki, ellopják. Jeff kibérel egy garázst nagybátyjától, akit "Popcorn bácsiként" ismer, csakhogy elmarad a bérleti díjjal. Az autóját többször megbüntetik. Jeff szülei, Cynthia (Deirdre O'Connell) és Mike (Denis O'Hare) megpróbálják támogatni őt, de még az egyszerű utasításokat is, amelyeket adnak neki, Jeffet az őrületbe kergetik. Bert szemrehányást tesz Jeffnek, és azt mondja neki, hogy a viselkedése gyerekes. Miután kilakoltatják Bert garázsából, és nincs hová mennie, Jeff visszalopakodik szülei gazdag házába. Mivel senki más nincs otthon, és nem akarja megnövelni a fűtésszámlát, Jeff egy hősugárzót használ, és véletlenül felgyújtja a házat. Másnap reggel Jeff szülei értetlenül bámulják otthonuk elszenesedett maradványait, és értetlenül állnak a tűz oka előtt. Jeff szülei azt találgatják, hogy a hibás vezetékek okozhatták a tüzet. Jeff bevallja, hogy ő gyújtotta fel a házat. Jeff édesanyja megdöbbenve lép be a felégett maradványok közé, és felfedez egy csíkos sügér maradékát, amelyet Jeff évekkel ezelőtt fogott. A jelenetet Jeff egy önsegítő csoportban látja, ahol a tönkrement életéről és az ismételt kudarcokról szóló története megnevetteti a csoport többi tagját. A támogató csoportot felváltja a közönség, amely stand-up előadásként hallgatja Jeff beszámolóját, és imádja azt. Jeff elmondja a családjának, hogy a stand-up nem fizet jól, de van egy új munkája.
A zárójelenetben egy idősebb Jeffet látható a mólónál, amint egy csónakkal (feltehetően a sajátjával) készülődik halászni. Ott meglátogatja őt Lynn, aki már terhes. Lynn, aki észreveszi, hogy Jeff javulóban van, újra kapcsolatba lép vele, és horgászni mennek.

## Szereplők
| Szerep                  | Színész              | Magyar hang    |
| ----------------------- | -------------------- | -------------- |
| Jeff Nichols            | Seann William Scott  | Csőre Gábor    |
| Lynn                    | Gretchen Mol         | Németh Borbála |
| Cynthia Nichols         | Deirdre O'Connell    | N/A            |
| Bert                    | Kevin Conway         | N/A            |
| Lenny                   | Jeff Garlin          | N/A            |
| Mike Nichols            | Denis O'Hare         | N/A            |
| Al a kapitány           | Stephen Adly Guirgis | N/A            |
| Jeff Nichols gyerekként | Charlie Tahan        | Glósz András   |
| Mrs. Shelby             | Tonye Patano         | Molnár Zsuzsa  |
| Harris                  | Adrian Martinez      | N/A            |

## Fordítás
- Ez a szócikk részben vagy egészben  a   Trainwreck: My Life as an Idiot című angol Wikipédia-szócikk fordításán alapul.  Az eredeti cikk szerkesztőit annak laptörténete sorolja fel. Ez a jelzés csupán a megfogalmazás eredetét és a szerzői jogokat jelzi, nem szolgál a cikkben szereplő információk forrásmegjelöléseként.